# بختیار معاذ
قاری بختیار معاذ (پشتو: قاری بختیار معاذ) یک سیاستمدار طالبان افغان است که در حال حاضر به عنوان والی ولایت بغلان از ۷ نوامبر ۲۰۲۱ فعالیت می‌کند.